# Enoshima en la provincia de Sagami
Enoshima en la provincia de Sagami (相州江の島 Soshū Enoshima?) es una estampa japonesa de estilo ukiyo-e obra de Katsushika Hokusai. Fue producida entre 1830 y 1832 como parte de la célebre serie Treinta y seis vistas del monte Fuji, a finales del período Edo. Muestra una vista de la isla de Enoshima, donde los peregrinos acudían cruzando una manga de arena durante la marea baja.

## Escenario

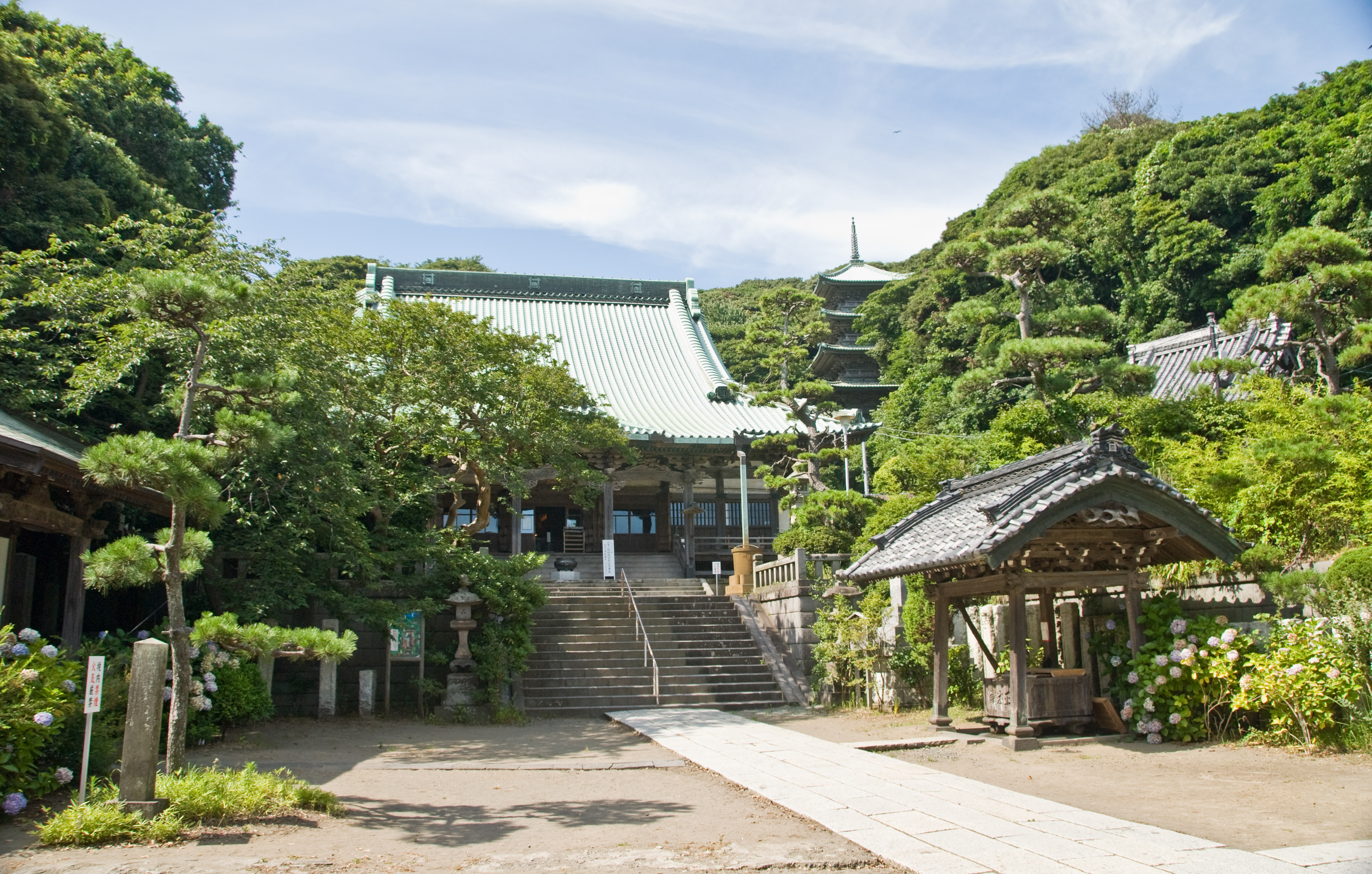
Vista del Ryūkō-ji; véase la pagoda de cinco pisos a la derecha.

La impresión se sitúa ante Enoshima, una isla en el océano Pacífico frente a Kamakura (unos 56 km al sur de Tokio), en la antigua provincia de Sagami. Entre las hojas de los árboles al fondo se ve la pagoda del Ryūkō-ji, lugar muy concurrido por fieles budistas durante el período Edo. Dos farolas de piedra marcan la entrada al complejo dedicado a Benzaiten, diosa de la fortuna, y unas escaleras dan paso al recinto principal. En la imagen, las personas se dirigen hacia el templo a través del paso de arena en la marea baja. Junto a la costa se agolpan posadas y tiendas de recuerdos.

## Descripción
Visto desde un ángulo elevado, el paisaje de la isla es un tema recurrente para los artistas de la época, como Hokusai o Hiroshige. Un banco de arena separa Enoshima de tierra firme, y diminutas figuras lo cruzan a pie, a caballo y en palanquín. Los numerosos puntos blancos del agua sugieren el pequeño oleaje del océano durante la marea baja; la técnica se repite en el follaje del bosque, lo que recuerda a los trazos tradicionales chinos y al puntillismo que se desarrollaría en Europa durante la década de 1880. La pagoda del templo, con sus techos apilados, recuerda a la forma triangular del monte Fuji a la derecha, lo que genera equilibrio entre ambas mitades de la impresión. La diagonal del paso agrega dinamismo y genera movimiento en la imagen. La composición «sufre debido al excesivo interés de Hokusai en los detalles minuciosos», lo que resulta en una «falta de enfoque» en las figuras principales.